# Charlotte Gold
Il Charlotte Gold è stata una società di calcio statunitense, con sede a Charlotte, Carolina del Nord.

## Storia
Il Charlotte Gold venne fondato nel 1981 con il nome di Carolina Lightnin' per gareggiare nell'American Soccer League. Nella stagione d'esordio la squadra dopo aver vinto il proprio girone, vinse la competizione battendo in finale i Pennsylvania Stoners.
Nelle seguenti due stagioni la ASL, i Lightnin' non ottengono risultati di rilievo, ma vedono l'ingaggio nel 1983 di una grande gloria del calcio inglese come Bobby Moore. Al termine del campionato 1983 la ASL fallisce e, la squadra, che cambiò denominazione in Charlotte Gold passa a giocare nella USL, ottenendo il secondo posto della Southern Division nella stagione 1984.
I Gold chiusero i battenti al termine di quel campionato.

## Colori e simboli
Nell'anno della fondazione la squadra presentava una maglia azzurra con una banda bianca sul petto; a seguito della ridenominazione del club, la maglia divenne gialla a bande nere.

## Allenatori
- 1981-1983  Rodney Marsh
- 1984  David D'Errico

## Palmarès
- American Soccer League: 1

1981